# Peltactila

Peltactila est un genre désuet de plantes à fleurs de la famille des Apiaceae. Il est décrit et nommé en 1836 par Constantine Samuel Rafinesque, dans (en) New flora and botany of North America (lire en ligne), p. 28. C'est aujourd'hui un synonyme du genre Daucus.

## Liste des espèces
- Peltactila aurea (Desf.) Raf. (synonyme de Daucus aureus Desf.)
- Peltactila grandiflora Raf. (synonyme de Daucus muricatus (L.) L.)
- Peltactila hispida Raf. (synonyme de Daucus carota subsp. fontanesii Thell.)
- Peltactila parviflora (Desf.) Raf. (synonyme de Daucus carota subsp. maritimus (Lam.) Batt.)